# Kedungkancana
Kedungkancana is een bestuurslaag in het regentschap Majalengka van de provincie West-Java, Indonesië. Kedungkancana telt 2403 inwoners (volkstelling 2010).